# 半袖西服
半袖西装可谓清凉商务运动的鼻祖。半袖西服的推广始于受第一次石油危机困扰时的日本。

## 概要
半袖西服最大的特征就是其西服上衣和衬衫均是半袖设计，这里参考了东南亚国家的服装样式。推广之初大平正芳和羽田孜等当时比较有人气的政治家纷纷着半袖西服参加各种活动，一时间带动了它的人气。但是久之对其样式的批评也日渐增多，最终没有获得大量普及。甚至于它仅仅成为奇妙样式的同义语而往往被人当作笑谈。
但是就清凉商务运动的鼻祖而言，半袖西服的意义重大。羽田孜及子羽田雄一郎在参加各种活动时仍常着半袖西服。在满是西服的各种活动中，羽田父子无意间常常成为充满异彩的焦点。当然，民众对此褒贬不一。

## 半袖西服在中国
作为日本的邻国，半袖西服也曾进入中国。但同样由于样式不被接受的原因，半袖西服也没有得到大量普及。在中国，半袖西服也遭遇了和在日本一样的命运。

## 半袖西服在韩国
着半袖西服的男性角色在韩剧里尚能不时出现。